# Nachal Chusejfa
Nachal Chusejfa (hebrejsky: נחל חוסיפה) je krátké vádí v severním Izraeli.
Začíná v nadmořské výšce okolo 400 metrů v pohoří Karmel, nedaleko od východního okraje města Isfija. Vádí směřuje k východu a prudce klesá po zalesněných svazích do údolí řeky Kišon, do které ústí zleva severně od bývalé samostatné vesnice Elroj (v současnosti začleněna do města Kirjat Tiv'on), v místech kde řeka Kišon vstupuje do Zebulunského údolí.